# Joel Gibb
Joel Gibb, född 28 januari 1977 i Kincardine, Ontario, är en kanadensisk sångare, låtskrivare och musiker baserad i Berlin. Han är frontfigur och enda fasta medlem i det löst sammansatta Torontobandet The Hidden Cameras.
Genom åren har Gibb samarbetat med musiker som Owen Pallett, Mocky, Feist, Patrick Wolf, Chilly Gonzales, Ron Sexsmith, Pet Shop Boys, Rufus Wainwright och R.E.M.